# Rosanna
Rosanna (с англ. — «Роса́нна») — песня американской рок-группы Toto с альбома Toto IV, написанная Дэвидом Пэйчем. Песня была выпущена в качестве сингла с песней «It's a Feeling» на стороне Б, также с альбома Toto IV. Сингл был продан тиражом более миллиона экземпляров и получил статус золотого.
«Rosanna» получила награду Грэмми в номинации «Запись года» в 1983 году. За пять недель, песня достигла 2 строчки чарта «Billboard Hot 100». Rosanna также была номинирован на статус «Песня года». В кругах музыкант, песня известна своим влиятельного шаффлом половинного размера (half-time shuffle), а также гитарным соло в исполнении гитариста Стива Люкатера в конце песни.
Песня Rosanna продержалась на 2-й позиции в Billboard Hot 100 в течение пяти недель между двумя песнями «Don’t You Want Me» в исполнении The Human League и «Eye of the Tiger» в исполнении Survivor. Один из наиболее успешных синглов группы в Британии, где он достиг 12-й позиции в UK Singles Chart и оставался там на протяжении восьми недель.
Art of Noise использовали семпл песни для своей композиции «Beat Box (Diversion One)», включённой в альбом «Who’s Afraid of the Art of Noise?» и сборник «Daft».
«Rosanna» была написана Дэвидом Пэйчем. Название отсылает к актрисе Росанне Аркетт, с которой раньше встречался участник Toto Стив Поркаро. Имя «Росанна» хорошо подошло для припева, поэтому его и выбрал Пэйч.
В музыкальном клипе на песню снялись актриса Синтия Родс (Cynthia Rhodes), в качестве главной героини и актёр Патрик Суэйзи в качестве одного из танцоров.

## Участники
Toto
- Дэвид Пэйч — синтезатор, фортепиано, орган Хаммонда, бэк-вокал, аранжировка горна
- Стив Люкатер — основной и бэк-вокал, гитара
- Бобби Кимболл — основной и бэк-вокал
- Джефф Поркаро — барабаны
- Стив Поркаро — синтезатор
- Майк Поркаро — бас

Приглашённые музыканты
- Ленни Кастро — перкуссия, конга
- Том Скотт — саксофон
- Джим Хорн — саксофон
- Гэри Грант — труба
- Джерри Хэй — труба и аранжировка медных духовых
- Джеймс Панков — тромбон
- Том Келли — бэк-вокал

## Чарты и сертификации
| Чарт (1982)                                  | высшая позиция |
| -------------------------------------------- | -------------- |
| Australian Kent Music Report                 | 16             |
| Austrian Top 40                              | 11             |
| Belgian Singles Chart                        | 22             |
| Canadian RPM Adult Contemporary Tracks       | 7              |
| Canadian RPM Top Singles                     | 4              |
| Dutch Singles Chart                          | 3              |
| Europarade                                   | 20             |
| French Singles Chart                         | 46             |
| German Singles Chart                         | 24             |
| Irish Singles Chart                          | 11             |
| Italian Singles Chart                        | 13             |
| New Zealand Singles Chart                    | 22             |
| Norwegian Singles Chart                      | 2              |
| South African Singles Chart                  | 3              |
| Spanish Radio Chart                          | 31             |
| Swiss Singles Chart                          | 3              |
| U.K. Singles Chart                           | 12             |
| U.S. Billboard Hot 100                       | 2              |
| U.S. Billboard Hot Adult Contemporary Tracks | 17             |
| U.S. Billboard Mainstream Rock Tracks        | 8              |

| Chart (1982)                 | Peak position |
| ---------------------------- | ------------- |
| U.S. Billboard Hot 100       | 14            |
| South African Singles Chart  | 15            |
| Canadian RPM Top Singles     | 27            |
| Italian Singles Chart        | 30            |
| Dutch Top 40                 | 31            |
| Australian Kent Music Report | 74            |

| Регион | Сертификация | Продажи  |
| --- | ------------ | -------- |
| Канада (Music Canada) | Золотой      | 50,000^  |
| США (RIAA) | Золотой      | 500 000^ |
| * Данные о продажах приведены только на основе сертификации. ^ Данные о тиражах приведены только на основе сертификации. |              |          |